# Pont de l'Isle Auger
Le pont de l'Isle Auger ou pont de Île Auger est un ancien pont médiéval (XIIIe au XVe siècle) situé à Chambourg-sur-Indre, dans le département français d'Indre-et-Loire.
Franchissant l'Indre à 2,5 km « à vol d'oiseau » en amont du bourg de Chambourg, il n'en subsiste plus que deux arches non contiguës et quatre piles dont deux supportent l'une des arches. Il fait l'objet d’une inscription au titre des monuments historiques depuis le 24 octobre 1927.

## Localisation
Le pont de l'Isle Auger se trouve à l’ouest du hameau éponyme, à proximité immédiate d’un gué sur l'Indre ; à cet endroit, le lit de la rivière, s'il est élargi, est beaucoup moins profond. À l'époque antique, un gué, le même ou un autre situé non loin de là permettait déjà le franchissement de la rivière à partir de la voie parallèle à la rive droite de l'Indre (voie de Loches à Tours) et qui est aujourd'hui recouverte par le D25. Ses ruines sont accessibles à partir de la D 25, en empruntant la voie communale no 9 qui traverse le hameau de l'Isle Auger et aboutit au pont, en suivant le fléchage « pont romain ».

## Histoire du pont

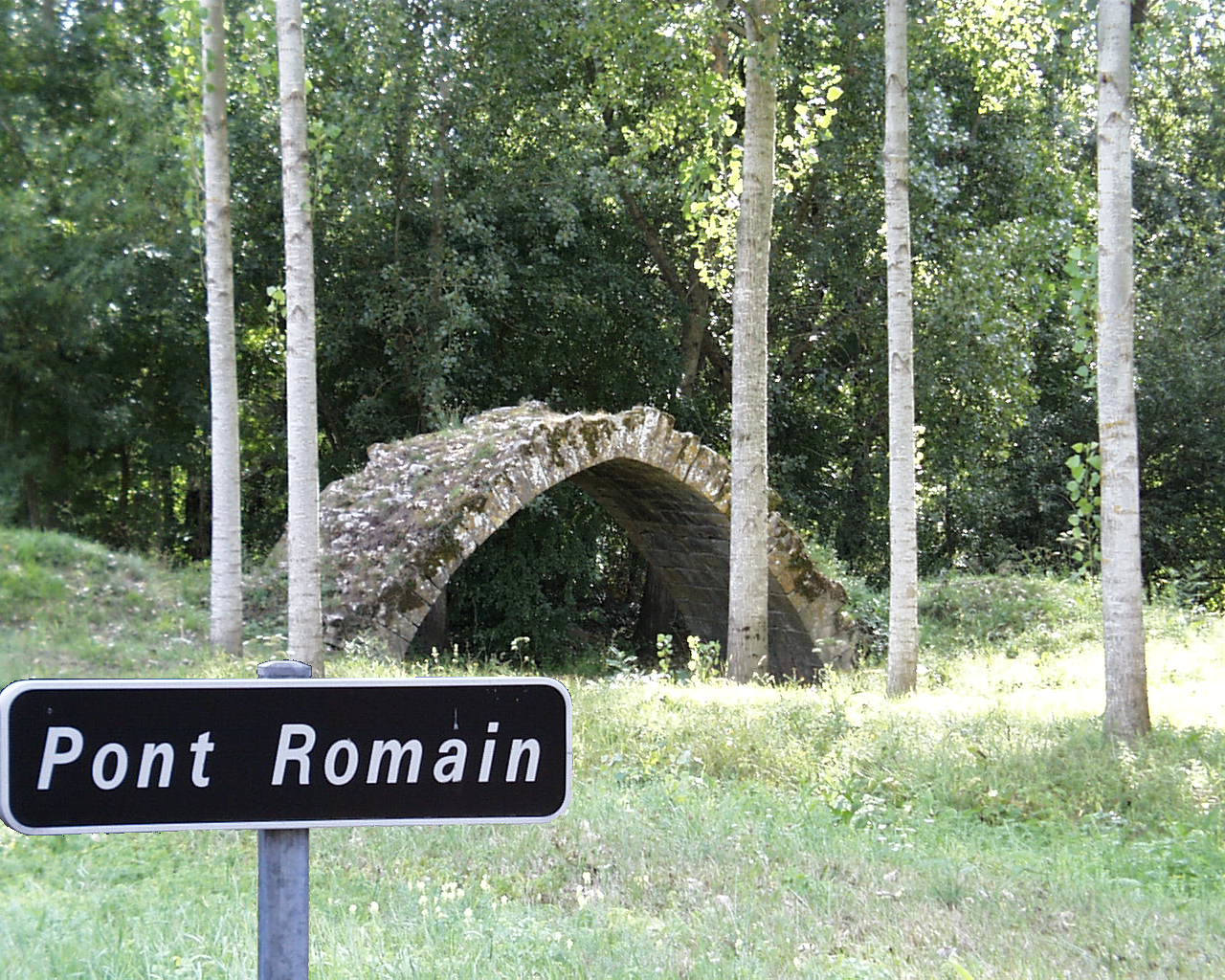
Pont pseudo-romain de l'Isle Auger.

C'est peut-être en raison de la proximité d'un gué antique que le pont de l'Isle Auger a été abusivement qualifié de romain, dénomination qui subsiste dans de nombreux documents, dont les cartes de l'Institut national de l'information géographique et forestière (IGN), des plaquettes touristiques, mais également sur les panneaux routiers indiquant la proximité du pont. Le toponyme de « l'Île Auger » (Insula Ogeris) n'apparaît dans les sources écrites qu'au début du XIIIe siècle.
Aucune étude architecturale de l'ouvrage permettant sa datation précise n'a, semble-t-il, été effectuée. Pour sa construction, bien postérieure à l'époque antique en tout cas, la période allant du XIIIe au XIVe siècle, voire au XVe siècle comme l’indique la base Mérimée, est avancée. La construction du pont est sans doute consécutive à l'établissement, au Moyen Âge, de plusieurs moulins sur le cours de l'Indre ; les barrages nécessaires à leur bon fonctionnement font monter durablement le niveau de la rivière, rendant impraticable les gués et nécessitant l'aménagement d'un nouveau mode de franchissement. L'un de ces gués, non daté, est révélé en 1989 en aval du pont par prospection aérienne.

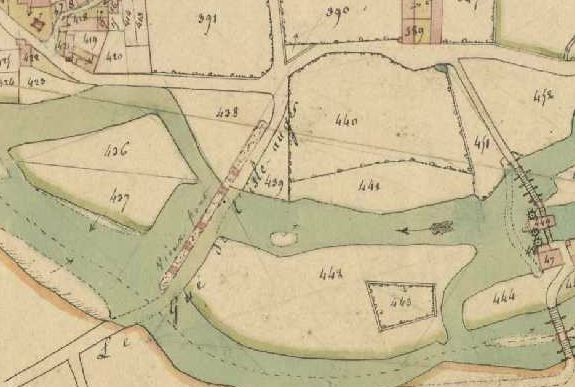
Le pont de l'Isle Auger sur le cadastre napoléonien (le nord est à gauche de la carte).

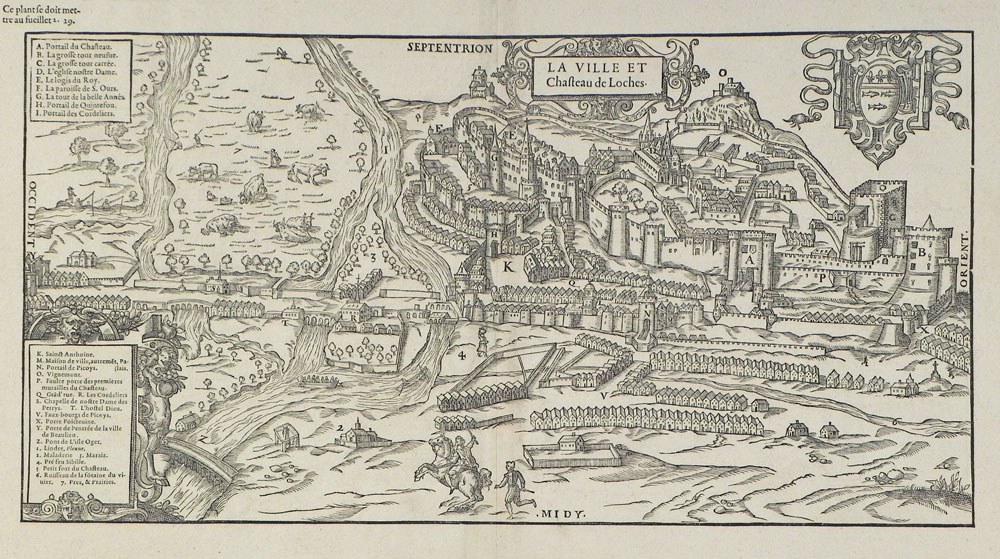
Le pont de l'Isle Auger sur la carte de Belleforest (le nord est en bas de la carte).

La tradition rapporte qu'après sa victoire sur les Anglais en 1429 à Orléans, Jeanne d’Arc aurait emprunté ce pont pour se rendre à Chinon et persuader le futur Charles VII d'accepter le trône de France. Cette tradition n'est cependant pas vérifiable ; l'itinéraire de Jeanne d'Arc entre Gien et Sainte-Catherine-de-Fierbois, étapes attestées sur le chemin de Chinon, n'est pas connu.
Une représentation cavalière du pont figure sur la carte de François de Belleforest (1575). Le cadastre napoléonien, sur lequel le pont figure sous la mention « vieux pont » sans précision de date de construction, le montre déjà ruiné, à l'aval immédiat d’un « gué sur l'Indre ». Une archive communale de Chambourg, datée de 1883, mentionne « Ponts de l’Ile Auger ; droit de passage,
contentieux : bail de passage, jugement. » mais il peut s'agir du passage sur le gué attenant au pont.
À une époque inconnue, mais antérieure à la levée des plans ayant servi à l'élaboration du cadastre napoléonien, le pont s’est effondré ; ses décombres ont probablement été utilisés pour aménager immédiatement en amont un gué temporaire (ou réaménager un gué déjà existant) en attendant la réparation du pont. Le pont n'a jamais été réparé et le gué temporaire est devenu définitif, bien que probablement peu utilisé, la traversée de la s'effectuant de préférence à Loches en amont et à Azay-sur-Indre en aval.

## Vestiges de l'ouvrage

Vestiges du pont au XXIe siècle.

Ce pont, qui appartient à la commune de Chambourg-sur-Indre, fait l'objet d’une inscription au titre des monuments historiques depuis le 24 octobre 1927.
Le pont était construit en grand appareil à sa base sur une hauteur de 2 m en moyen appareil plus haut, avec des joints de mortier, à l'exception des piles qui étaient constituées d’un noyau en blocage de pierre recevant un parement de moyen appareil. Sa largeur est de 2,80 m. L'examen des vestiges permet d'estimer la portée des arches à 6 m en moyenne. Le plan du pont dessiné sur le cadastre napoléonien, lui donne une longueur de 60 m, pour 6 arches, encadrées par 5 piles et 2 culées.
En 2014, il reste du pont (en allant de l'ouest vers l'est) :
- la pile no 5 avec l'amorce des voûtes au milieu de l'Indre ; elle est encore pourvue de son avant-bec côté amont[12] ;
- deux amorces de piles supportant l'arche no 4 sous laquelle s'écoule une partie du cours de l'Indre ; le sommet de cette arche est envahi par la végétation, ce qui interdit d'en apprécier le détail des maçonneries mais elle présente une voûte gothique et c'est le vestige le plus important, sinon le mieux conservé ;
- la pile no 2 montrant à sa base le départ des deux arches qu'elle supportait ; cette pile, en raison de la modification progressive du cours de l'Indre qui s'est déplacé vers l'ouest, ne se trouve plus dans le lit mineur de la rivière ;
- l'arche no 1 dont ne subsiste que l’unique assise de pierres formant une voûte en arc brisé ; cette arche est elle aussi hors d'eau.

Les vestiges d'autres piles et des culées écroulées sont repérables, réduites à l'état de tas de pierres recouverts de terre et de végétation ; ils se signalement simplement par de discrets monticules.

Les vestiges du pont de l'Isle Auger (de l'ouest vers l'est).
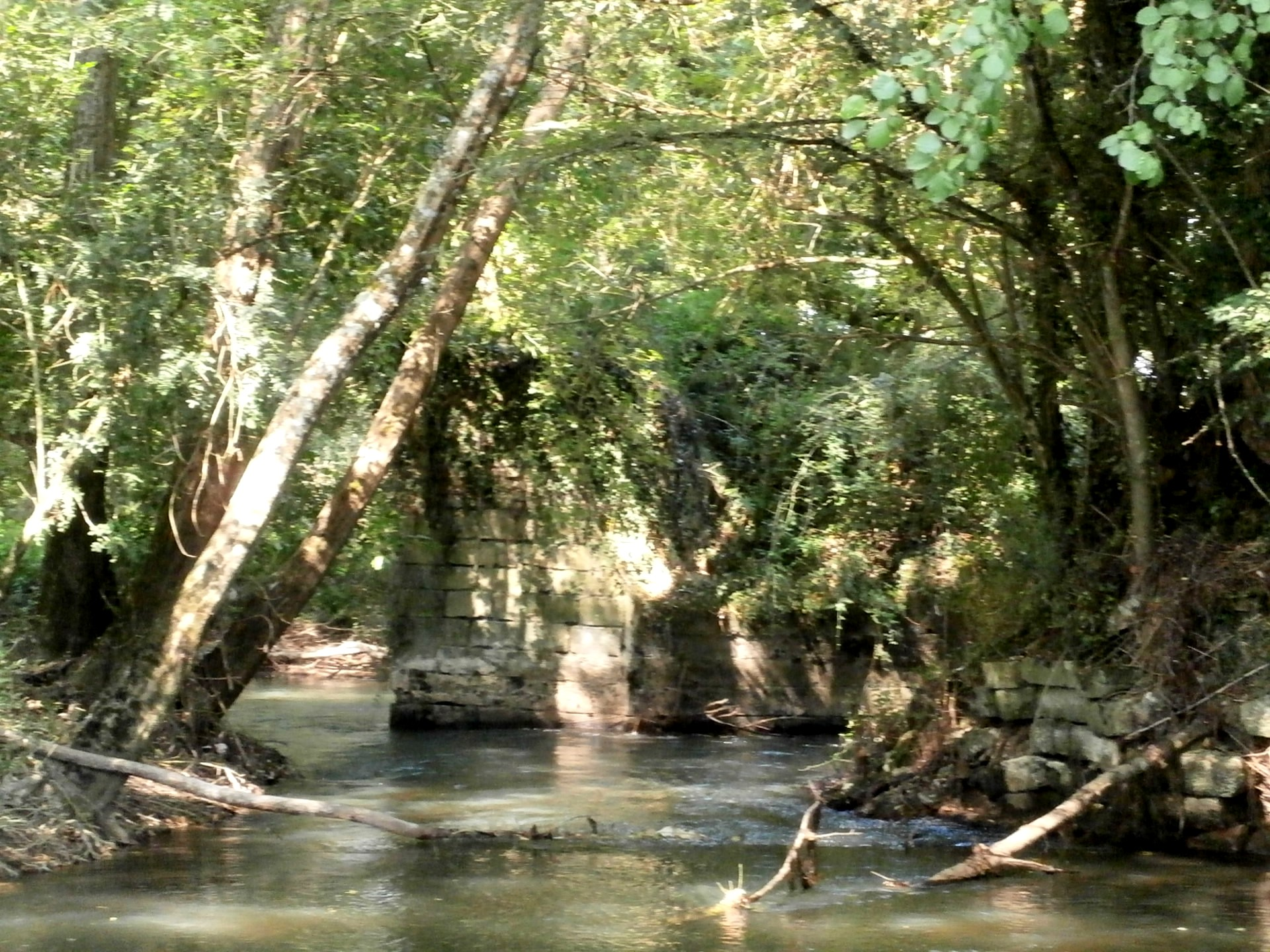
Pile no 5.
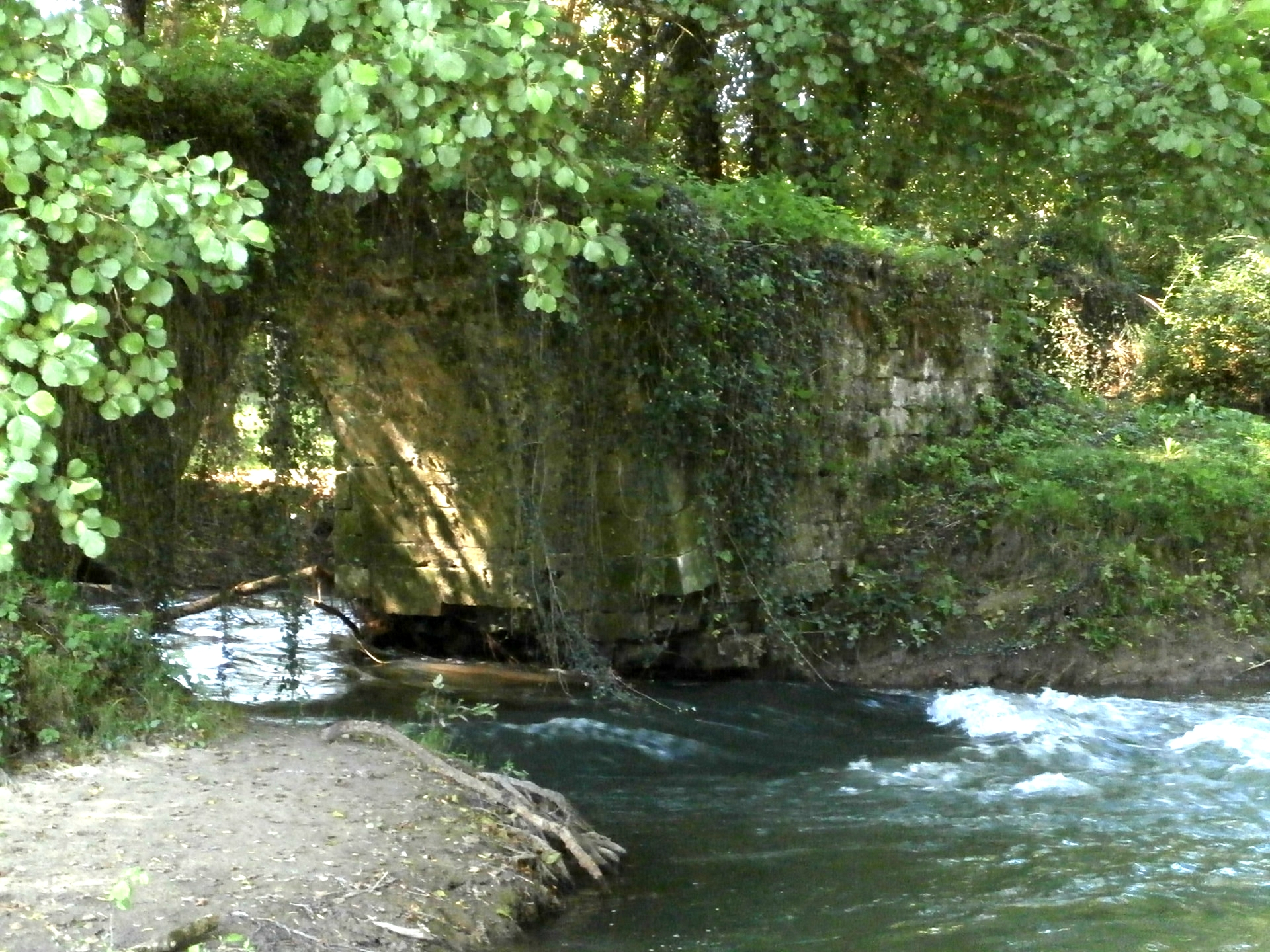
Arche no 4.
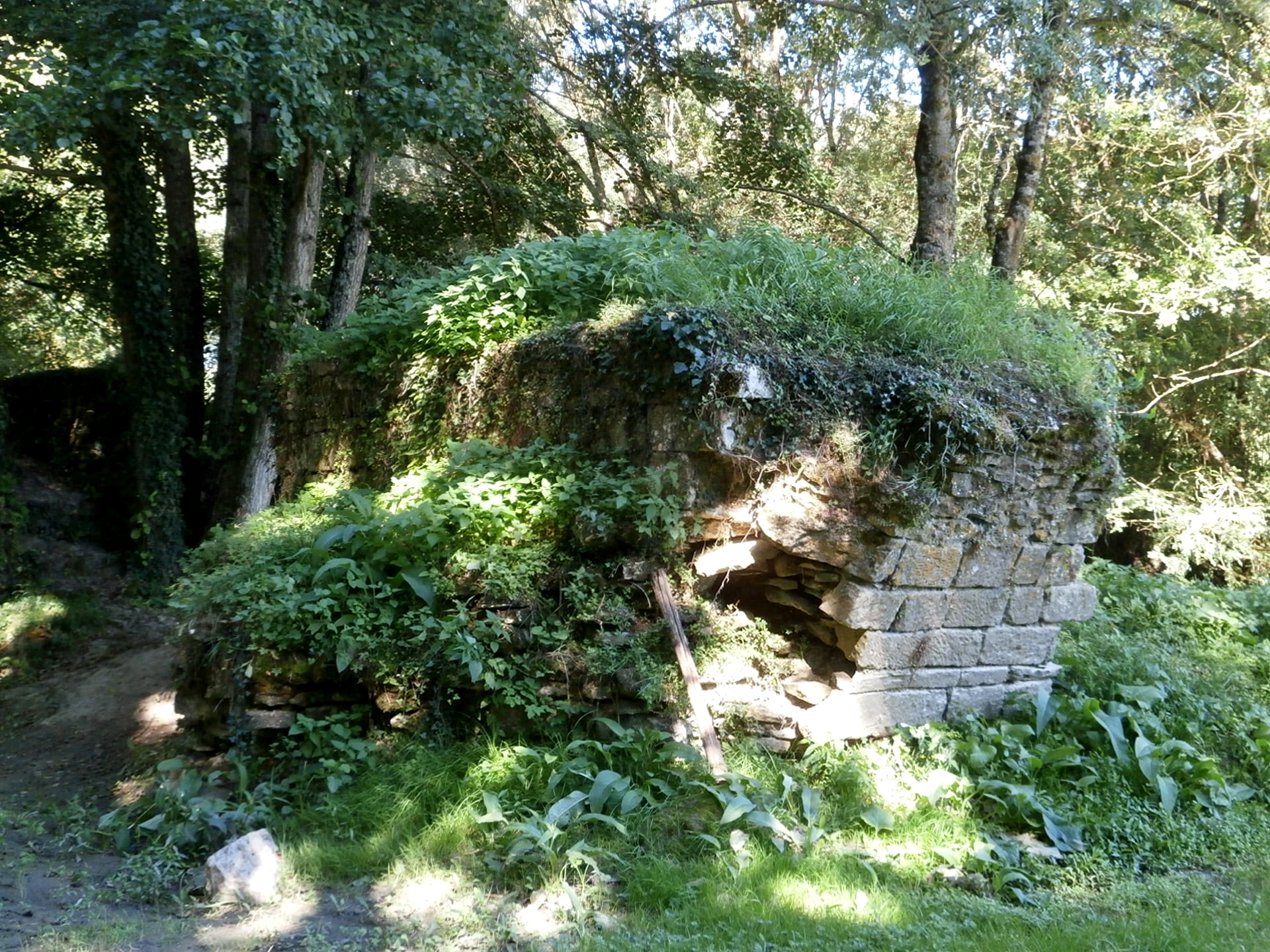
Pile no 2.
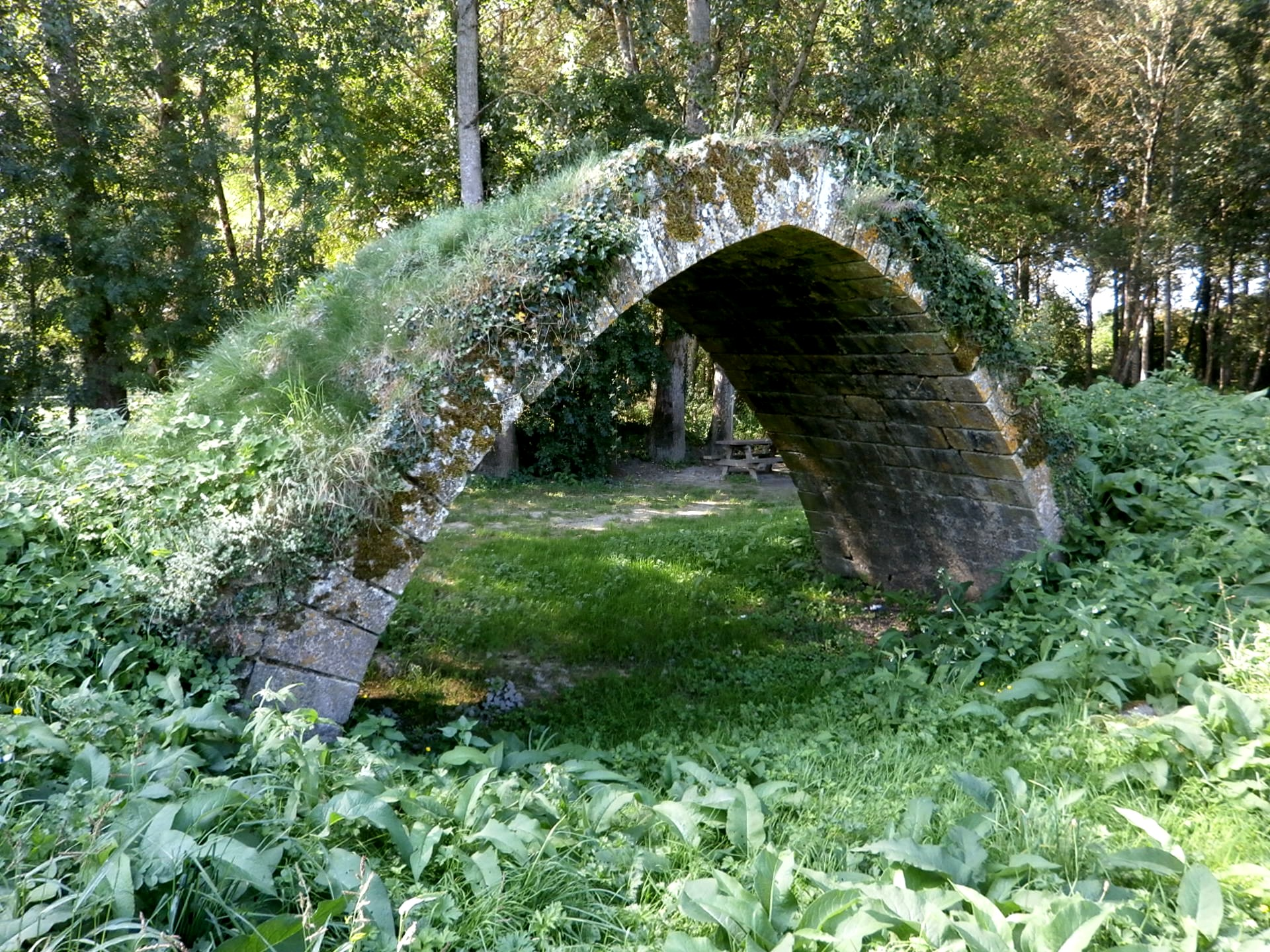
Arche no 1.

## Pour en savoir plus